# Булбоака (Бричанський район)
Булбоака (рум. Bulboaca) — село в Молдові в Бричанському районі. Утворює окрему комуну.
Згідно з переписом населення 2004 року кількість українців у селі складала 47 осіб (4,5%).
| Молдова | Це незавершена стаття з географії Молдови. Ви можете допомогти проєкту, виправивши або дописавши її. |

1. ↑  Перепис населення Молдови (2014) — 2017.